# 동구동
동구동(東九洞)은 대한민국 경기도 구리시 북쪽에 남양주시와 경계를 접하고 있는 동이다. 동구동은 1986년 1월 1일 구리시 승격으로 사로동(四老洞)과 인창동 일부를 통합하여 설치되었다.

## 개요
동구동은 500년 조선왕조의 숨결을 간직한 세계문화유산에 등재된 동구릉을 중심으로 사노, 동창, 최촌마을 등을 주축으로 아파트 건립으로 인해 동세가 급격히 성장하여 구리시 8개동 가운데 가장 큰 도농복합형 동이 되었다. 지역 내에는 농수산물 유통 도매시장과 롯데마트가 소재하고 있으며, 청소년 수련관과 여성노인회관, 보건소, 도서관 등 주요 주민편의시설이 있다.

## 법정동
- 사노동(四老洞)
- 인창동(仁倉洞) 일부

## 교육
- 인창도서관
- 동구초등학교
- 건원초등학교
- 인창초등학교
- 동구중학교
- 인창중학교
- 인창고등학교

## 문화
- 동구릉(건원릉, 휘릉, 현릉, 수릉, 원릉, 경릉, 혜릉, 숭릉, 목릉)

## 시설물
- 구리등기소
- 동구릉 관리사무소
- 구리우체국
- 구리문화원
- 구리시 보건소

## 쇼핑
- 롯데마트 구리점
- 농수산물도매시장

## 아파트
| 단지명                | 건설사                | 시행사                | 주소                        | 입주        | 비고 |
| --------------------- | --------------------- | --------------------- | --------------------------- | ----------- | ---- |
| 인창 삼환신일         | 삼환기업㈜ 신일건업㈜ | 삼환기업㈜ 신일건업㈜ | 건원대로34번길 51 (인창동)  | 1996년 11월 |      |
| 인창 동양             | 동양메이저㈜ 건설부문 | 인창동양지역주택조합  | 동구릉로103번길 61 (인창동) | 2002년 10월 |      |
| 인창 성원 2차         | 성원건설              | 성원건설              | 동구릉로129번길 24 (인창동) | 2000년 10월 |      |
| 인창 1차 동문굿모닝힐 | ㈜동문건설            | ㈜동문건설            | 건원대로99번길 112 (인창동) | 2007년 8월  |      |
| 인창 금호어울림       | 금호산업              | 네스트개발㈜          | 동구릉로 226 (인창동)       | 2006년 6월  |      |
| 인창 한진그랑빌       | 한진중공업㈜ 건설부문 | 한진중공업㈜ 건설부문 | 동구릉로238번길 20 (인창동) | 2001년 12월 |      |
| 원일 가대라곡         | 원일종합건설㈜        | 원일종합건설㈜        | 동구릉로148번길 15 (인창동) | 2005년 3월  |      |
| 인창주공 4단지        | ㈜한양                | 대한주택공사          |                             | 1996년 6월  |      |
| 인창주공 6단지        | ㈜한성                | 대한주택공사          |                             | 1996년 6월  |      |
| 인창주공 1단지        | ㈜신일건업            | 대한주택공사          |                             | 1996년 9월  |      |
| 인창주공 2단지        | ㈜일신                | 대한주택공사          |                             | 1997년 6월  |      |